# Facultad de Filosofía, Humanidades y Artes (Universidad Nacional de San Juan)
La Facultad de Filosofía, Humanidades y Artes o FFHA (Facultad de Filosofía, Humanidades y Artes) es una institución docente donde se imparten estudios superiores, una de las cinco que conforman la Universidad Nacional de San Juan. Creada en 1973 de la fusión entre el Instituto Superior del Profesorado Secundario Domingo Faustino Sarmiento, el Instituto Superior del Magisterio de la Universidad Provincial Domingo Faustino Sarmiento y el Instituto Superior de Artes (ISA). 
Está ubicada sobre la Av. José Ignacio de la Roza 230 (oeste) en la Ciudad de San Juan y es la facultad que más cantidad, en número, de carreras de grado dicta con respeto a las demás que componen la nombrada universidad.

## Historia
La Facultad de Filosofía, Humanidades y Artes es el resultado de la fusión entre el Instituto Superior del Profesorado Secundario Domingo F. Sarmiento, el Instituto Superior del Magisterio de la Universidad Provincial D. F. Sarmiento y el Instituto Superior de Artes (ISA). El primero tuvo sus orígenes en el año 1947 como Profesorado Normal de Ciencias y Letras de la Provincia, que en 1958 fue elevado a la categoría de instituto. Por otra parte el Instituto Superior del Magisterio fue inaugurado el 11 de mayo de 1957 y en 1964, al crearse la Universidad Provincial D. F. Sarmiento, se incorporó a la misma. Finalmente, el ISA surgió de dos talleres-escuela con orientación en música y artes plásticas, que tuvieron sus comienzos en la década del 50, paralelamente con el movimiento cultural que se desarrolló en la provincia. En 1973, con la creación de la Universidad Nacional de San Juan, la Facultad de Filosofía, Humanidades y Artes quedó conformada por esos tres Institutos.

## Carreras de Grado

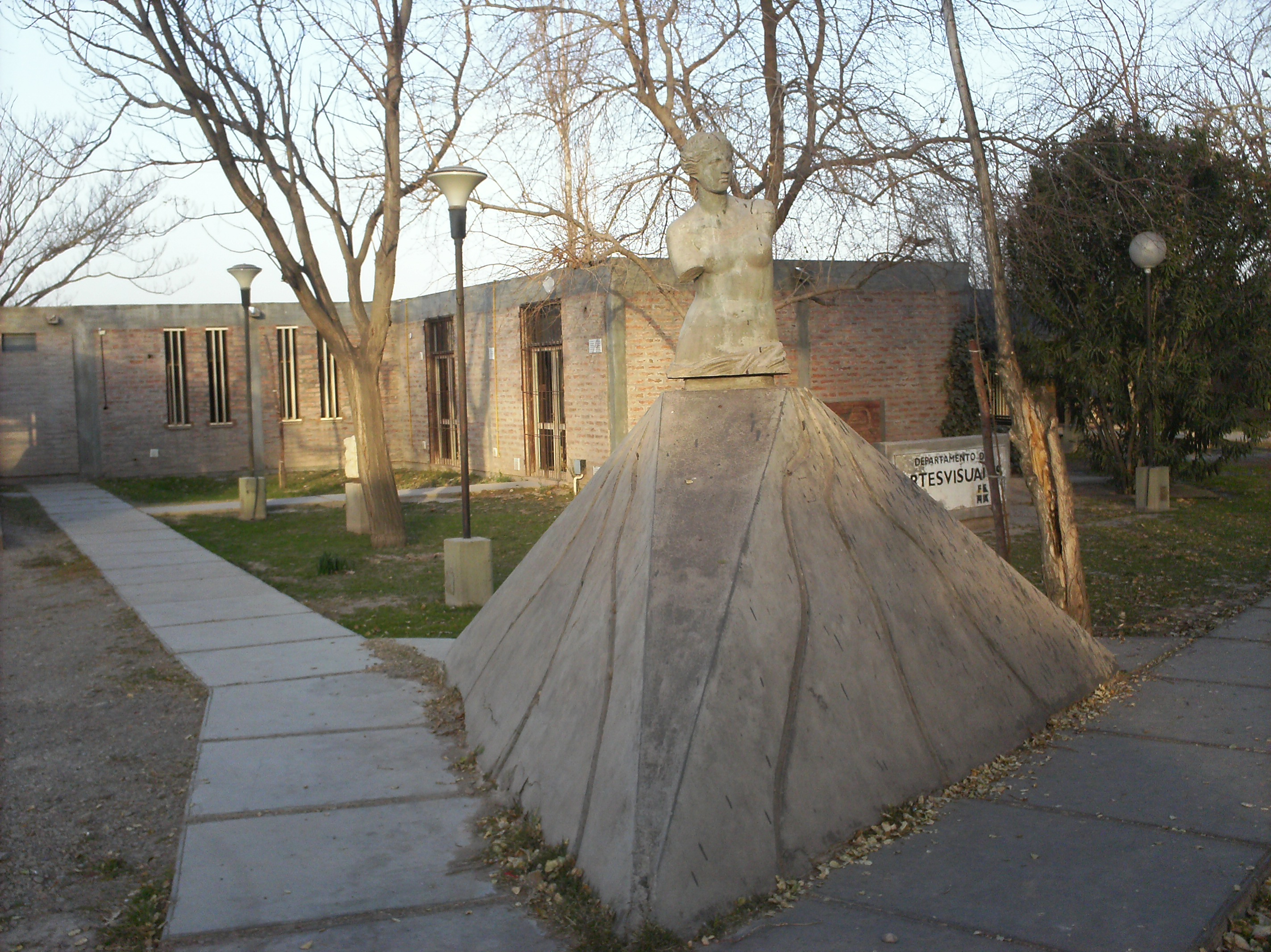
El edificio del departamento de Artes Visuales en el Complejo Universitario Islas Malvinas.

- Intérprete musical (Nivel preuniversitario)
- Licenciatura en Artes Visuales
- Licenciatura en Ciencias de la educación
- Licenciatura en Educación Musical
- Licenciatura en Filosofía
- Licenciatura en Geografía
- Licenciatura en Historia
- Licenciatura en Inglés
- Licenciatura en Letras
- Licenciatura en Matemáticas
- Licenciatura en Turismo
- Técnico Universitario en Turismo
- Profesorado en Artes Visuales
- Profesorado en Canto
- Profesorado en Ciencias de la Educación
- Profesorado en Filosofía
- Profesorado en Física
- Profesorado en Geografía
- Profesorado en Historia
- Profesorado en Inglés para educación inicial y el 1º y 2º ciclos de EGB
- Profesorado en Inglés para 3º ciclo de la EGB, la educación polimodal y superior
- Profesorado en Letras
- Profesorado en Matemáticas
- Profesorado en Órgano
- Profesorado en Piano, instrumentos de cuerda, viento o percusión
- Profesorado en Química
- Profesorado de Tecnología
- Profesorado Universitario en Educación musical
- Profesorado de Teatro

## Carreras de Posgrado
- Doctorado en Geografía
- Doctorado en Filosofía
- Maestría en Historia
- Maestría en Lingüística
- Especialización en Docencia Universitaria

## Institutos de Investigación
- Instituto de investigaciones Arqueológicas y Museo "Profesor Mariano Gambier"
- Instituto de Investigaciones en Ciencias de la Educación (IDICE)
- Instituto de Filosofía
- Instituto de Expresión Visual (IEV)
- Instituto de Ciencias Básicas (ICB)
- Instituto de Investigación en Educación en las Ciencias Experimentales (IIECE)
- Instituto de Literatura "Ricardo Güiraldes"
- Instituto de Investigaciones Lingüísticas y Filológicas (INILFI) "Manuel Alvar"
- Instituto de Historia Regional y Argentina "Prof. Héctor D. Arias"
- Instituto de Geografía Aplicada (IGA)